# Human Rights in China
Human Rights in China (HRIC ; chinois simplifié : 中国人权 ; chinois traditionnel : 中國人權 ; pinyin : Zhōngguó Rénquán) est une organisation non gouvernementale internationale, chinoise en exil, ayant des bureaux à New York, où est situé son siège, et à Hong Kong. Elle se donne comme objectif la promotion des droits de l'homme en république populaire de Chine et en Asie,,. Diverses fondations dont la fondation américaine National Endowment for Democracy lui apportent leur soutien financier. HRIC est membre de la Fédération internationale des ligues des droits de l'homme.

## Fondation
HRIC déclare avoir été fondée par des étudiants et des universitaires chinois en mars 1989,,. Elle a son siège social et des bureaux à New York aux États-Unis, ainsi que des bureaux à Hong Kong. Les premiers temps, elle partageait les locaux de Human Rights Watch.

## Programmes
Elle affirme mettre en application des programmes pour produire des changements institutionnels et systémiques en Chine, tout en mettant en œuvre des stratégies de défense de personnes en Chine,.

## Financement
HRIC est une association à but non lucratif qui dépend de dons de particuliers donnant droit à réduction d'impôt. Selon Robert G. Sutter, professeur à l'université George Washington, elle n'accepte aucun financement lié à des conditions politiques. 
Selon Gary Rodan, elle est soutenue financièrement par des ONG et des fondations : Open Society Institute, Droits et Démocratie, la Fondation européenne des droits de l'homme, Human Rights Watch, Asia Watch, etc. Chaque année, son budget augmente,. 
Le site de la National Endowment for Democracy (NED) (en français Dotation nationale pour la démocratie), une fondation privée financée principalement par le Ministère américain des Affaires étrangères, indique en 2010 une subvention de 160 000 dollars pour HRIC. En 1997, le président de la NED faisait état du soutien financier apporté par son organisation à HRIC. 
En 2004, HRIC reçut 486 561 dollars de la NED pour mettre au point des indicateurs permettant d'évaluer le progrès de la Chine en matière de droits de l'homme.
Une bourse spéciale, la Robert L. Bernstein Fellowship in International Human Rights, créée en 2006 par la New York University School of Law, permet chaque année à un étudiant récemment diplômé de cette école de droit de s'engager dans un travail à temps complet pour les droits de l'homme au sein de HRIC.

## Directeurs généraux
De 1991 à 2002, le directeur général de HRIC était Xiao Qiang, qui a été vice-président du comité de direction du World Movement for Democracy (en), organisme créé à l'initiative de la NED, avant d'être directeur du China Internet Project. Il est membre du conseil d'administration de la Campagne internationale pour le Tibet, organisme financé par la NED, ainsi que rédacteur en chef de China Digital Times (en).
De 2002 à 2023, le président de HRIC est Sharon Hom, professeur honoraire de droit à la Faculté de droit de l'Université de la Ville de New York. Elle est également membre du comité consultatif pour l'Asie de Human Rights Watch.
Depuis 2023, le président de HRIC est Zhou Fengsuo.

## Activités
Selon Fang Lizhi, membre du bureau et coprésident de Human Rights in China, celle-ci est engagée dans une approche indépendante, apolitique et intelligente. 
HRIC rassemble des informations sur les infractions aux droits de l'homme et les détenus politiques en Chine et communique ces renseignements aux gouvernements et ONG occidentaux en leur demandant de faire davantage pression sur la Chine pour que celle-ci relâche les détenus politiques.

### Activités en Chine
HRIC apporte son soutien aux activistes et militants des droits de l'homme de Chine continentale en organisant des actions de sensibilisation de la communauté internationale,.
HRIC demande au gouvernement chinois de s'engager dans une réévaluation constructive des manifestations de la place Tiananmen de 1989 et la répression qui a suivi et à s'orienter vers de plus grandes réformes et la stabilité sociale. Les archives en ligne du 4 juin sont un témoignage en langue chinoise des évènements de la place Tiananmen et du mouvement démocratique de 1989. 
En soutenant des groupes en Chine continentale tels que les Mères de Tiananmen, HRIC met en perspective les appels des chinois pour réparation avec les débats internationaux actuels, comme la levée par l'Union européenne de l'embargo sur les ventes d'armes à la Chine. HRIC soutient également Fill the square, une pétition en ligne visant à mobiliser les individus et les organisations à travers le monde pour soutenir les revendications des Mères de Tiananmen.

### Activités hors de Chine
Les initiatives de sensibilisation, les travaux d'analyse et les recommandations de HRIC contribuent aux discussions politiques multilatérales et bilatérales sur les droits de l'homme. HRIC propose des séances d'information et des rapports aux organes des Nations unies, aux conférences internationales, aux processus de l'OMC, et au dialogue Union Européenne-Chine. En 2006, HRIC a présenté plus de 40 cas de victimes de violations des droits de l'homme au Groupe de travail des Nations unies sur la détention arbitraire ; 13 de ces cas ont été instruits et tous ont été jugés arbitraires.
HRIC se penche régulièrement sur la relation entre la responsabilité sociale des entreprises, le commerce et les droits humains à travers des rapports, des séances d'information et des présentations, contribuant ainsi à un cadre global qui respecte et promeut les droits de l'homme. HRIC a publié une matrice de bonnes pratiques pour les entreprises des technologies de l'information qui interviennent en Chine dans les domaines des technologies de l'information et de la communication (TIC), de la surveillance et de la sécurité.

### Activités en ligne
HRIC appuie l'activisme des citoyens chinois et favorise la libre circulation de l'information en Chine par la construction d'une plate-forme technologique qui utilise la technologie de serveurs proxy et un bulletin électronique bimensuel. le projet comprend le développement de six sites Web inter-connectés avec des publications en ligne, des outils de responsabilisation et des ressources de sensibilisation.

### Publications
China Rights Forum est une revue semestrielle bilingue anglais / chinois éditée par HRIC. Depuis sa fondation en 1990, elle a couvert un éventail de questions concernant le développement des droits de l'homme en Chine. Il comprend des articles de chercheurs chinois, artistes, écrivains et activistes qui tentent de promouvoir la réforme démocratique, le droit du travail, la liberté d'expression et le droit des minorités religieuses et ethniques et des groupes défavorisés. Les archives des articles sont disponibles en ligne.
Biweekly Chinese Journal (chinois simplifié : 中国人权双周刊) est une revue bihebdomadaire en langue chinoise regroupant des analyses approfondies, des commentaires de l'actualité, des discussions théoriques, des articles de doctrine et des actualité censurées en Chine continentale. Les questions abordées incluent la torture et la corruption en Chine, la censure d'Internet et le système juridique chinois. La majorité des contributeurs et lecteurs sont des internautes de Chine continentale.
Daily News Brief est un résumé quotidien de l'actualité publié par HRIC.
HRIC publie également des rapports et des notes d'information sur des sujets intéressant les minorités ethniques, les femmes et les enfants, le contrôle des médias, le droit du travail et les secrets d'Etat, la réforme juridique et les troubles sociaux. HRIC édite également des rapports sur les droits de l'homme et les diffuse à des organismes multilatéraux, des médias, des décideurs politiques des gouvernements et des ONG.

## Récompenses
En 2005, HRIC a été récompensée pour son usage créatif et efficace de technologie par The Tech Museum of Innovation (en), un musée privé situé dans la Silicon Valley en Californie.

## Refus d'accréditation
En 1999, quand HRIC demanda un statut consultatif à l'ONU, le représentant de la Chine expliqua que HRIC représentait « un groupe de personnes responsables de délits qui sont recherchées en Chine et qui, mues par leur ressentiment contre ce pays, cherchent à en renverser le gouvernement ». Le représentant chinois demanda un vote qui reçut 13 voix contre 3 (dont la France, les États-Unis et l'Irlande), et 2 abstentions. En conséquence, HRIC ne put obtenir cette accréditation.
En 2001, HRIC se vit également refuser une accréditation à la Conférence de Durban, à la suite de l'opposition de la Chine, en dépit d'une recommandation favorable du secrétariat de la Conférence.
En 2005, à la suite d'une « manœuvre procédurale de la république populaire de Chine », HRIC se vit refuser son accréditation au Sommet mondial de l'ONU sur la société de l'information (SMSI) par le secrétariat exécutif du Sommet en raison de son refus de communiquer le nom de ses donateurs anonymes.